# Patafysik
Ordet patafysik uttalades för första gången i Alfred Jarrys teaterpjäs Den bedragne Ubu (Ubu hanrej), då Monsieur Ubu presenterade sig som skaparen av själva Vetenskapen. Patafysikerna anser att patafysik omfattar alla vetenskaper. Patafysiken är alltså Vetenskapen (la Pataphysique est la Science), och sålunda inte en parodi på moderna eller antika vetenskaper.
Patafysiken definieras bland annat som "läran om undantagen och de inbillade lösningarna". Denna definition härrör från den franske författaren Alfred Jarry som lanserade begreppet.  Jarry sade också (via sin fiktive doktor Faustroll): "'Patafysiken sträcker sig lika långt utanför metafysiken, som metafysiken utanför fysiken". Många av de patafysiska texterna kläs i ett vetenskapligt språk som ibland övergår i nonsens. Av dess utövare skrivs ordet 'patafysik ofta med apostrof, för att undvika en väl enkel ordlek förklarar Alfred Jarry, som själv givetvis inte använde den. Med tiden har 'patafysik (med apostrof) kommit att beteckna den medvetet utövade patafysiken (nuförtiden förekommer en viss distinktion mellan den patafysik man är en del av och den patafysik (forskning) man utövar).  Det franska Patafysiska Kollegiet grundades år 1948, och för traditionen från Jarry vidare. Författarna Raymond Queneau, Eugene Ionesco och Boris Vian är namn som förknippas med patafysiken, liksom konstnärerna Joan Miró och Marcel Duchamp. Bland senare bemärkta medlemmar märks Umberto Eco och Jean Baudrillard.

## Sverige
I Sverige omhändertas denna tradition av Vestrogotiska Patafysiska Institutet för vilket konstnären Sven Nyström är rector magnificus. Två av institutets lärare innehar också lärostolar inom kollegiet, nämligen författaren Claes Hylinger i Vestrogotisk Patafysik och hans kollega Magnus Hedlund i Experimentell Cybeutik. Litteratur med patafysisk anknytning publiceras i Sverige huvudsakligen på Rönnells Antikvariats förlag.

## Övrigt
Patafysik omnämns också i Beatles-låten Maxwell's Silver Hammer av Lennon-McCartney (i realiteten enbart av Paul McCartney) från albumet Abbey Road 1969. Låten börjar:
Joan was quizzical; studied pataphysical science in the home. Late nights all alone with a test tube. Oh, oh, oh, oh.